# ADDIE-Instruktionsdesign-Modell
Das ADDIE-Instruktionsdesign-Modell ist ein Modell zur Entwicklung eines Instruktionssystems (Instructional Systems Design, ISD). Es dient zur Auswahl und Implementation eines geeigneten Modells für Ausbildungsvorhaben, wobei dies jeweils von den Gegebenheiten abhängig ist und den verfolgten Zielen. Darüber hinaus muss ein Ausbildungsvorhaben in eine Strategie eingebettet sein, wenn es erfolgreich sein soll. Von der Bestimmung eines Ausgangspunktes bis hin zur Evaluation gibt das ADDIE-Modell einen praktischen roten Faden vor, für alle Ansätze des Instruktionsdesigns. Der Kern ist eine systematische Koordination der einzelnen Entwicklungsphasen Analyse, Design (Entwurf), Entwicklung im engeren Sinne (Development), Implementierung sowie Evaluation.

Die Abkürzung ADDIE steht dabei für die fünf Phasen zur praktischen Umsetzung des Instruktionsdesigns in ein Instruktionssystem:

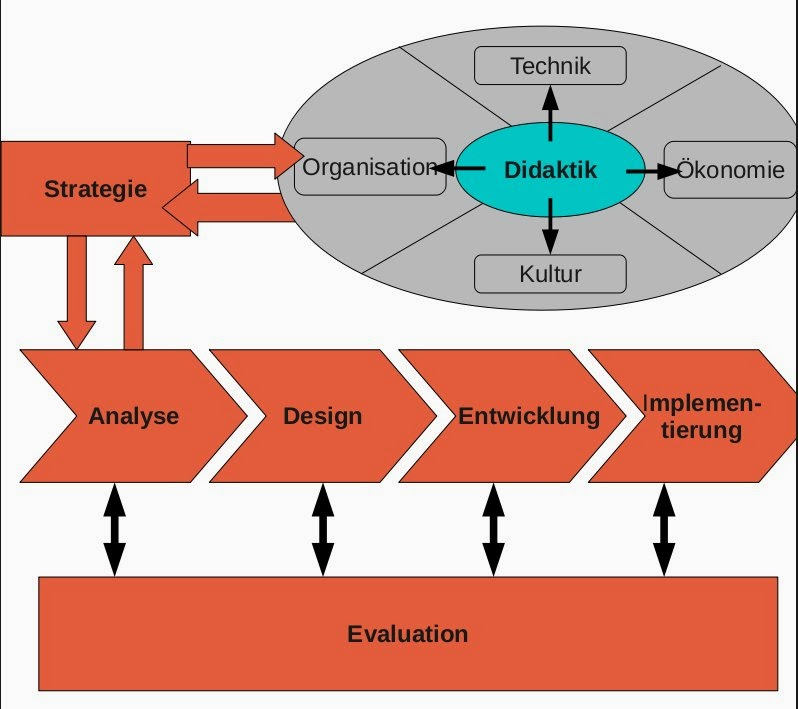
Das ADDIE-Modell in der Anwendung

- Analysis
- Design
- Development
- Implementation
- Evaluation

## Geschichte
Das ADDIE-Modell wurde an der Florida State University entwickelt, wo nach einem Programm geforscht wurde, zur Umsetzung eines Instruktionsmodells für das militärische Training, welches sowohl geeignet war einzelne Personen für spezielle Aufgaben zu schulen als auch für die Entwicklung von Curricula, zu umfassenden teilstreitkraftübergreifenden Schulungsmaßnahmen.
Das Modell beinhaltete verschiedene Schritte, innerhalb der einzelnen fünf Phasen, wobei der Ansatz darauf hinauslief, jeweils eine Phase zuerst komplett zu durchlaufen, bevor man zur nächsten Phase überging. Über die Jahre wurden die einzelnen Schritte überarbeitet und somit wurde das Modell dynamischer und interaktiver.

## Analysis (Analyse)
Die Analyse umfasst die Bereiche:
- Zielgruppe
- Arbeitsumfeld
- Inhalte
- Aufgaben
- Lernziele

Dabei kann man sich u. a. ausrichten an den Leitfragen:
- Wer sind die Lernenden und welche Charakteristika weisen sie aus? (Anzahl, Alter, Vorwissen, Geschlechterverteilung etc.)
- Was sind die zu erreichenden neuen Fähigkeiten?
- Welche Lerneinschränkungen existieren? (Motivation, intrinsische oder extrinsische Motivationsgrundlage etc.)
- Wie sind die Lerngegebenheiten?
- Welche pädagogischen Intentionen sind gegeben?
- Welche lerntheoretischen Überlegungen sind sinnvoll?
- Welche zeitlichen Vorgaben sind zu erfüllen?

## Design
In der Entwurfsphase (Design) werden:
- die pädagogische, äußere und technische Strategie festgelegt
- diese Strategie dann überprüft, unter Beachtung der Zielsetzung, auf Kognitions-, Affektions- und Verhaltensziele
- die Lernumgebung und -materialien festgelegt

Hier entscheidet man sich also, basierend auf den Ergebnissen der Analyse, eventuell für ein Modell des Instruktionsdesigns oder einer Kombination von mehreren.
Die Entwurfsphase beinhaltet somit die Lerngegenstandsanalyse sowie die Planung der Ausbildungseinheiten und der Medienauswahl, unter systematischer und spezifischer Vorgehensweise.
Bei der Lerngegenstandsanalyse werden die Inhalte, unter Beachtung der Lernziele (siehe oben Analysis), handlungslogisch untersucht und didaktisch bewertet sowie geordnet, nach Lernhaltigkeit und Kompetenzen.
Eine systematische Vorgehensweise bedeutet hier das logisch-planmäßige Vorgehen bei der Identifikation, Entwicklung und Evaluation einer Reihe von Strategien, mit Aufmerksamkeit auf die Zielvorgaben des Projektes.
Die spezifische Vorgehensweise bedeutet dabei, dass jedes Element der Planung, unter Beachtung der einzelnen Details, schrittweise abgearbeitet werden muss.
Weiterhin beinhaltet die Phase des Designs die Integration:
- des Lerninhalts
- der Übungen
- der Lernvorgaben sowie der Beurteilungsmaßstäbe und -instrumente

## Development (Entwicklung)
In der Entwicklungsphase (Development) werden auf Basis der Entwurfsplanung:
- ein Drehbuch erstellt
- die Materialien entwickelt
- die Medien produziert
- die Programme entwickelt und getestet etc.

Hier muss auch entschieden werden ob Entwicklungsaufgaben selbst durchgeführt werden oder Medien eingekauft bzw. in Auftrag gegeben werden sollen.

## Evaluation
Die Evaluation ist die systematische Einbindung von geeigneten Kontrollinstrumenten in alle Prozesse. Hier werden Daten zur Untersuchung des Nutzens einer Maßnahme oder einzelner Teile derselben erhoben:
- in formativer Form; also prozessbegleitend
- summativer Form; also zur Auswertung im Nachhinein

Dabei gelten u. a. folgende Leitfragen:
- Welchen Zweck verfolgt die Evaluation?
- Welche Informationen sollen erhoben werden?
- Für wen sind diese Informationen bestimmt?
- Was muss zur Evaluation sichergestellt werden?

Die Evaluation gilt der Qualitätssicherung:
- aller Phasen des Instruktionsdesigns
- des Systems
- der Maßnahme

Sie ist damit einerseits auf technisch-funktionale Aspekte bezogen, als auch auf didaktische Fragen. Dazu gehören also Fragen über technische Belange, wie Funktionalität, Stabilität, Ästhetik bzw. Übersichtlichkeit, wie auch Fragen an die Lernenden über Handhabung, Interesse, Motivation, Erwartungen, Verbesserungsvorschläge, Lernzielerreichung etc.